# Guerra de Miel
La guerra de Miel fue una disputa territorial sin violencia ocurrida hacia 1830 en la frontera entre los estados de Misuri y de Iowa (al principio como parte del territorio de Wisconsin, y más tarde como el territorio de Iowa).

## Descripción
La disputa trataba de una franja de territorio de 15.3 km de anchura a lo largo de la frontera y fue causada por disposiciones poco claras de la Constitución de Missouri, confusión sobre la demarcación de la Compra de Louisiana e interpretaciones encontradas de tratados concluidos con diversos grupos amerindios.
La disputa fue resuelta finalmente por la Corte Suprema de los Estados Unidos a favor de Iowa. Como resultado de esa decisión, una franja de tierra fue añadida al territorio de Iowa en el sudeste extremo del estado; hoy esta sección contiene la ciudad de Keokuk.
Antes de que el problema se resolviera, grupos de milicias de ambos estados se enfrentaron en la frontera, un Sheriff de Missouri fue arrestado en Iowa mientras trataba de recaudar impuestos y tres árboles con nidos de abejas fueron talados; de este último incidente viene el nombre de la guerra.